# Syngenodrilus lamuensis
Syngenodrilus lamuensis är en ringmaskart som beskrevs av Smith och Green 1919. Syngenodrilus lamuensis ingår i släktet Syngenodrilus och familjen Alluroididae. Inga underarter finns listade i Catalogue of Life.